# Nättraby socken
Nättraby socken i Blekinge ingick i Medelstads härad, ingår sedan 1974 i Karlskrona kommun och motsvarar från 2016 Nättraby distrikt. 
Socknens areal är 43,8 kvadratkilometer, varav land 43,3. År 2000 fanns här 3 977 invånare. Tätorten Sjuhalla och del av Vrängö samt tätorten och kyrkbyn Nättraby med Nättraby kyrka ligger i denna socken.

## Administrativ historik
Socknen har medeltida ursprung. 
Vid kommunreformen 1862 övergick socknens ansvar för de kyrkliga frågorna till Nättraby församling och för de borgerliga frågorna till Nättraby landskommun. 1 maj 1888 utbröts Aspö socken. Landskommunen uppgick 1974 i Karlskrona kommun. Församlingen uppgick 2010 i Nättraby-Hasslö församling.
1 januari 2016 inrättades distriktet Nättraby, med samma omfattning som församlingen hade 1999/2000.  
Socknen har tillhört fögderier, tingslag och domsagor enligt vad som beskrivs i artikeln Medelstads härad. Socken indelades fram till 1901 i 66 båtsmanshåll, vars båtsmän tillhörde Blekinges 2:a båtsmanskompani.

## Geografi
Nättraby socken ligger nordväst om Karlskrona, kring nedre loppet av Nättrabyån, i öster bildar Silletorpsån gräns. Socknen består av flera små dalbygder omgivna av lägre bergshöjder.

## Fornminnen
Hällkistor från stenåldern finns eller har funnits vid Allatorp, Boråkra, Dalby och Skillinge (i röse), stenåldersboplatser har återfunnits vid Mjövik i närheten av kusten och vid västra Boråkra. Kummel finns bland annat vid Kärrtorp, Dalby och Ö. Boråkra (ett stort i Frommelyckan). Järnåldersgravfält är kända bland annat vid Ekebergsliden, Agdatorp (stensättningar), Dalby, Grönadal (resta stenar över 4 meter höga), Skillinge (bland annat en 5 meter hög rest sten), vid Västra Boråkra. Av fynden kan även nämnas en guldskål med drivna ornament från bronsåldern som återfunnits vid Mjövik.

## Namnet
Namnet (1351 Nætherby), taget från kyrkbyn, innehåller i förledet ett äldre namn på Nättrabyån.

## Befolkningsutveckling
| Befolkningsutvecklingen i Nättraby socken 1750–1990                                                     | Befolkningsutvecklingen i Nättraby socken 1750–1990 | Befolkningsutvecklingen i Nättraby socken 1750–1990 | Befolkningsutvecklingen i Nättraby socken 1750–1990 | Befolkningsutvecklingen i Nättraby socken 1750–1990 |
| --- | --------------------------------------------------- | --------------------------------------------------- | --------------------------------------------------- | --------------------------------------------------- |
| |                                                     |                                                     |                                                     |                                                     |
| År |                                                     |                                                     | Folkmängd                                           |                                                     |
| 1750 | 1750                                                |                                                     | 929                                                 |                                                     |
| 1760 | 1760                                                |                                                     | 930                                                 |                                                     |
| 1769 | 1769                                                |                                                     | 965                                                 |                                                     |
| 1780 | 1780                                                |                                                     | 1 106                                               |                                                     |
| 1790 | 1790                                                |                                                     | 1 099                                               |                                                     |
| 1800 | 1800                                                |                                                     | 1 248                                               |                                                     |
| 1810 | 1810                                                |                                                     | 1 477                                               |                                                     |
| 1820 | 1820                                                |                                                     | 1 753                                               |                                                     |
| 1830 | 1830                                                |                                                     | 1 659                                               |                                                     |
| 1840 | 1840                                                |                                                     | 1 827                                               |                                                     |
| 1850 | 1850                                                |                                                     | 1 985                                               |                                                     |
| 1860 | 1860                                                |                                                     | 2 034                                               |                                                     |
| 1870 | 1870                                                |                                                     | 2 277                                               |                                                     |
| 1880 | 1880                                                |                                                     | 2 595                                               |                                                     |
| 1890 | 1890                                                |                                                     | 2 080                                               |                                                     |
| 1900 | 1900                                                |                                                     | 2 199                                               |                                                     |
| 1910 | 1910                                                |                                                     | 2 414                                               |                                                     |
| 1920 | 1920                                                |                                                     | 2 386                                               |                                                     |
| 1930 | 1930                                                |                                                     | 2 253                                               |                                                     |
| 1940 | 1940                                                |                                                     | 2 339                                               |                                                     |
| 1950 | 1950                                                |                                                     | 2 542                                               |                                                     |
| 1960 | 1960                                                |                                                     | 2 600                                               |                                                     |
| 1970 | 1970                                                |                                                     | 3 419                                               |                                                     |
| 1980 | 1980                                                |                                                     | 3 647                                               |                                                     |
| 1990 | 1990                                                |                                                     | 3 916                                               |                                                     |
| Anm: Källor: Umeå universitet - Tabellverket 1749-1859, Demografiska databasen, CEDAR, Umeå universitet |                                                     |                                                     |                                                     |                                                     |

### Fotnoter
1. 1 2 3  Svensk Uppslagsbok andra upplagan 1947–1955: Nättraby socken
2. 1 2  Harlén, Hans; Harlén Eivy (2003). Sverige från A till Ö: geografisk-historisk uppslagsbok. Stockholm: Kommentus. Libris 9337075. ISBN 91-7345-139-8
3. ↑  ”Församlingar”. Statistiska centralbyrån. https://www.scb.se/hitta-statistik/regional-statistik-och-kartor/regionala-indelningar/forsamlingar/. Läst 30 december 2022.
4. ↑  "Ostkanten" om Blekinge och Södra Möres båtsmän
5. 1 2  Sjögren, Otto (1932). Sverige geografisk beskrivning del 3 Blekinge, Kristianstads, Malmöhus och Hallands län samt staden Göteborg. Stockholm: Wahlström & Widstrand. Libris 9940
6. 1 2  Nationalencyklopedin
7. ↑  Fornlämningar, Statens historiska museum: Nättraby socken
8. ↑  Fornminnesregistret, Riksantikvarieämbetet: Nättraby socken Fornminnen i socknen erhålls på kartan genom att skriva in sockennamn (utan "socken") i "Ange geografiskt område"